# Classe Ajax
A Classe Ajax constituiu uma classe de 2 ironclads que serviram a Marinha Real Britânica. Nesta série foram construídos dois navios, o HMS Ajax e sua nave-irmã o HMS Agamenonn.
Sua característica de construção eram o de possuir suas duas torres montadas centralmente na embarcação.

## Construção
Foi projetada pelo engenheiro Nathaniel Barnaby, de acordo com a limitações propostas pelo Almirantado Britânico, que seria de construir uma belonave rápida e eficiente porém não muito cara. Esta  política de considerações financeiras, não havia se mostrado bem sucedida.
Estes dois navios foram construídos baseados em uma cidadela fortemente blindada, com quatro armas pesadas montadas em escala, o que permitiria cobrir o máximo de ângulo de fogo. Porém o desenho definitivo sofreu alterações - , foram obrigados a diminuir o peso em 3000 ton.
Era portanto, necessários armá-los com armas de menor calibre, em torno de 12,5 pol., contra as especificações iniciais que previam calibres de 16 pol. Esta mudança afetou também a velocidade em cerca de 2 nós a menos.